# Nuoto ai Giochi della XX Olimpiade - 200 metri dorso femminili
La competizione dei 200 metri dorso femminili di nuoto ai Giochi della XX Olimpiade si è svolta il giorno 4 settembre 1972 alla Olympia Schwimmhalle di Monaco di Baviera.

## Programma
| Data             | Ora   | Round      | Note                         |
| ---------------- | ----- | ---------- | ---------------------------- |
| 4 settembre 1972 | 10:00 | 5 Batterie | I migliori 8 tempi in finale |
| 4 settembre      | 18:50 | Finale     |                              |

## Risultati

### Batterie
| Pos. | Atleta               | Nazione        | Tempo   | Pos F |
| ---- | -------------------- | -------------- | ------- | ----- |
| 1    | Annegret Kober       | Germania Ovest | 2:24.88 | 5 Q   |
| 2    | Wendy Cook           | Canada         | 2:25.71 | 11    |
| 3    | Suzuko Matsumura     | Giappone       | 2:26.95 | 14    |
| 4    | María Teresa Ramírez | Messico        | 2:27.47 | 17    |
| 5    | Annemarie Groen      | Paesi Bassi    | 2:29.17 | 23    |
| 6    | Diana Ashton         | Gran Bretagna  | 2:29.95 | 27    |

| Pos. | Atleta            | Nazione       | Tempo   | Pos F |
| ---- | ----------------- | ------------- | ------- | ----- |
| 1    | Susie Atwood      | Stati Uniti   | 2'22"13 | 2 Q   |
| 2    | Deborah Palmer    | Australia     | 2'24"25 | 4 Q   |
| 3    | Susanne Hilger    | Germania Est  | 2'27"88 | 18    |
| 4    | Susan Hunter      | Nuova Zelanda | 2'28"28 | 21    |
| 5    | Kikuyo Ishii      | Giappone      | 2'29"66 | 26    |
| 6    | Zdenka Gašparač   | Jugoslavia    | 2'33"57 | 31    |
| 7    | Christine Fulcher | Irlanda       | 2'33"73 | 32    |
| 8    | Pat Chan          | Singapore     | 2'41"27 | 36    |

| Pos. | Atleta               | Nazione     | Tempo   | Pos F |
| ---- | -------------------- | ----------- | ------- | ----- |
| 1    | Leslie Cliff         | Canada      | 2:25.08 | 6 Q   |
| 3    | Lynn Skrifvars       | Stati Uniti | 2:26.40 | 13    |
| 4    | Debra Cain           | Australia   | 2:27.14 | 15    |
| 5    | Josien Elzerman      | Paesi Bassi | 2:28.18 | 19    |
| 6    | Kazu Fujimura        | Giappone    | 2:30.37 | 28    |
| 7    | Felicia Ospitaletche | Uruguay     | 2:37.88 | 35    |

| Pos. | Atleta               | Nazione          | Tempo   | Pos F |
| ---- | -------------------- | ---------------- | ------- | ----- |
| 1    | Enith Brigitha       | Paesi Bassi      | 2'23"70 | 3 Q   |
| 2    | Donna Gurr           | Canada           | 2'25"33 | 8 Q   |
| 3    | Sylvie Le Noach      | Francia          | 2'27"18 | 16    |
| 4    | Tinatin Lekveišvili  | Unione Sovietica | 2'28"22 | 20    |
| 5    | Susanne Niesner      | Svizzera         | 2'28"62 | 22    |
| 6    | Pamela Bairstow      | Gran Bretagna    | 2'29"28 | 24    |
| 7    | María Cecilia Vargas | Messico          | 2'37"54 | 33    |
| 8    | Ong Mei Lin          | Malaysia         | 2'46"40 | 37    |

| Pos. | Atleta            | Nazione          | Tempo   | Pos F |
| ---- | ----------------- | ---------------- | ------- | ----- |
| 1    | Melissa Belote    | Stati Uniti      | 2'20"58 | 1 Q   |
| 2    | Christine Herbst  | Germania Est     | 2'25"09 | 7 Q   |
| 3    | Sue Lewis         | Australia        | 2'25"34 | 9     |
| 4    | Andrea Gyarmati   | Ungheria         | 2'25"81 | 12    |
| 5    | Nataliya Yershova | Unione Sovietica | 2'29"46 | 25    |
| 6    | Angelika Kraus    | Germania Ovest   | 2'31"16 | 29    |
| 7    | Patricia López    | Argentina        | 2'33"41 | 30    |
| 8    | Diana Sutherland  | Gran Bretagna    | 2'37"61 | 34    |

### Finale
| Pos.    | Atleta           | Nazione        | Tempo   | Nota            |
| ------- | ---------------- | -------------- | ------- | --------------- |
| Oro     | Melissa Belote   | Stati Uniti    | 2'19"19 | Record mondiale |
| Argento | Susie Atwood     | Stati Uniti    | 2'20"38 |                 |
| Bronzo  | Donna Gurr       | Canada         | 2'23"22 |                 |
| 4       | Annegret Kober   | Germania Ovest | 2'23"35 |                 |
| 5       | Christine Herbst | Germania Est   | 2'23"44 |                 |
| 6       | Enith Brigitha   | Paesi Bassi    | 2'23"70 |                 |
| 7       | Deborah Palmer   | Australia      | 2'24"65 |                 |
| 8       | Leslie Cliff     | Canada         | 2'25"80 |                 |